# Campionato Nazionale 1916-1917
La stagione 1916-1917 è stato il secondo Campionato Nazionale, e ha visto campione l'Hockey Club Bern.

## Gruppi

### Serie Est

#### Risultato
| Berna 28 gennaio 1917 | HC Bern | 5 – 2 referto | Akademischer EHC Zürich |  |

### Serie Ovest

#### Gruppo 1

##### Classifica finale
| Posizione | Squadra     | G | V | N | P | GF | GF | DR | Punti | Osservazioni                      |
| --------- | ----------- | - | - | - | - | -- | -- | -- | ----- | --------------------------------- |
| 1.        | Servette A  | 2 | 1 | 1 | 0 | 9  | 3  | 6  | 3     | Qualificato allo spareggio finale |
| 2.        | CP Lausanne | 2 | 1 | 0 | 1 | 5  | 9  | -4 | 2     |                                   |
| 3.        | Caux        | 2 | 0 | 1 | 1 | 4  | 6  | -2 | 1     |                                   |

##### Risultati
| Ginevra 3 febbraio 1917 | Servette A | 2 – 2 referto | Caux |  |

| Ginevra 3 febbraio 1917 | CP Lausanne | 4 – 2 referto | Caux |  |

| Ginevra 3 febbraio 1917 | Servette A | 7 – 1 referto | CP Lausanne |  |

#### Gruppo 2

##### Classifica finale
| Posizione | Squadra    | G | V | N | P | GF | GF | DR | Punti | Osservazioni                      |
| --------- | ---------- | - | - | - | - | -- | -- | -- | ----- | --------------------------------- |
| 1.        | Les Avants | 2 | 2 | 2 | 0 | 13 | 0  | 13 | 4     | Qualificato allo spareggio finale |
| 2.        | Ginevra    | 2 | 1 | 0 | 1 | 1  | 6  | -5 | 2     |                                   |
| 3.        | Servette B | 2 | 0 | 0 | 2 | 0  | 8  | -8 | 0     |                                   |

##### Risultati
| Ginevra 3 febbraio 1917 | Les Avants | 6 – 0 referto | Ginevra |  |

| Ginevra 3 febbraio 1917 | Les Avants | 7 – 0 referto | Servette B |  |

| Ginevra 3 febbraio 1917 | Ginevra | 1 – 0 referto | Servette B |  |

#### Spareggio finale
| Ginevra 3 febbraio 1917 | Les Avants | 3 – 4 referto | Servette A |  |

## Finale
| Villars 11 febbraio 1917 | HC Bern | 3 – 2 referto | Servette A |  |

## Verdetti
| Campionato Nazionale 1916-1917 | Campionato Nazionale 1916-1917 |
| ------------------------------ | ------------------------------ |
| Campionato Nazionale           | HC Bern                        |